# Козлово (Андреапольський район)
Козлово (рос. Козлово) — присілок в Андреапольському районі Тверської області Російської Федерації.
Населення становить 189 осіб. Входить до складу муніципального утворення Андреапольський округ.

## Історія
Від 2006 до 2019 року входило до складу муніципального утворення Андреапольське сільське поселення.

## Населення
| 1997 | 2002 | 2008 | 2010 |
| ---- | ---- | ---- | ---- |
| 350  | ↘276 | ↘263 | ↘189 |